# كلاء

معدل السنة الحياتية للإعاقة للالتهاب الكلوي والكلاء لكل 100,000 مواطن في عام 2004.
بدون بيانات
أقل من 40
40-120
120-200
200-280
280-360
360-440
440-520
520-600
600-680
680-760
760-840
أكثر من 840

الكُلاء (بالإنجليزية: Nephrosis) هو اعتلال كلوي غير التهابي. كما قد تسمى هذه الحالة بالمتلازمة الكلوية.
الكلاء هو أي مرض تنكسي يصيب الأنيبيبات الكلوية، كما أن الكلاء قد يكون بسبب مرض كلوي أو بسبب ثانوي (أي يعود حدوثه لمرض آخر).
يختلف الكلاء عن التهاب الكلى، كلن بعض المصادر تساوي بين الكلاء والاعتلال الكلوي. ويستخدم مصطلح الكلاء للتركيز على الأنيبيبات الكلوي.

## الأمثلة
- الكلاء النشواني
- الكلاء التناضحي